# Westermannia roseitincta
Westermannia roseitincta är en fjärilsart som beskrevs av Elliot C.G. Pinhey 1968. Westermannia roseitincta ingår i släktet Westermannia och familjen trågspinnare. Inga underarter finns listade i Catalogue of Life.